# Marlies Smulders
Marlies Smulders (Amstelveen, 22 febbraio 1982) è una canottiera olandese, vincitrice della medaglia d'argento nell'8 con alle Olimpiadi di Pechino 2008 e di quella di bronzo, sempre nell'8 con a Atene 2004.

## Palmarès
- Olimpiadi

Atene 2004: bronzo nell'8 con.
Pechino 2008: argento nell'8 con.